# Paul de Kruif
Paul Henry de Kruif (n. 2 martie 1890, Zeeland⁠(d), Michigan, SUA – d. 28 februarie 1971, Holland⁠(d), Michigan, SUA) a fost un microbiolog american de origine neerlandeză. A publicat cărți sub numele Paul de Kruif și este cunoscut mai ales pentru cartea Vânătorii de microbi (1926). Această carte a fost nu numai un bestseller pentru o lungă perioadă de timp după publicare, dar a rămas în fruntea listelor de lecturi recomandate în domeniul științei și a fost o sursă de inspirație pentru mulți viitori medici și oameni de știință.

## Biografie

### Primii ani
A absolvit Universitatea din Michigan cu o diplomă de licență (1912) și a continuat acolo studii de doctorat, pe care le-a finalizat cu succes în 1916. A fost încorporat imediat ca soldat, luptând în Mexic în expediția de capturare a lui Pancho Villa și apoi a servit ca locotenent și căpitan în Primul Război Mondial în Franța. Ca urmare a faptului că a făcut parte din Corpul Sanitar, el a avut contacte ocazionale cu biologii francezi de marcă ai acelei perioade.

### Cariera
După întoarcerea la Universitatea din Michigan ca profesor asistent, De Kruif a lucrat o scurtă perioadă de timp la Institutul Rockefeller (pentru cercetări medicale). Apoi a devenit scriitor și a publicat cărți pe teme științifice.
De Kruif l-a ajutat pe Sinclair Lewis la scrierea romanului Arrowsmith (1925), premiat cu Premiul Pulitzer, prin furnizarea informațiilor științifice și medicale necesare, precum și a unor schițe de personaje. Chiar dacă Lewis a fost creditat ca unic autor, contribuția lui De Kruif a fost semnificativă, iar el a primit 25% din drepturile de autor. Mulți cititori cred că personajele romanului sunt persoane reale cunoscute de De Kruif, iar Martin Arrowsmith (un medic, spre deosebire de Kruif) l-ar reprezenta chiar pe el însuși.
Unele dintre scrierile sale i-au creat probleme. Unele eseuri scrise în timp ce lucra pentru Institutul Rockefeller au condus la concedierea lui. Ronald Ross, unul dintre oamenii de știință prezentați în Vânătorii de microbi, a fost atât de supărat de modul în care a fost descrisă activitatea sa încât după apariția cărții l-a dat în judecată pe de Kruif pentru calomnie, reușind să împiedice publicarea în Marea Britanie a capitolului respectiv, considerat ofensator.
De Kruif a scris articole despre știință și medicină pentru revistele Ladies' Home Journal, Country Gentleman și Readers Digest. De asemenea, el a făcut parte dintr-o comisie care promova cercetarea în domeniul paraliziei infantile.
The Sweeping Wind, ultima lui carte, este autobiografia sa.

## Lucrări
Cărți
| - Our Medicine Men (1922) - Microbe Hunters (1926) - Hunger Fighters (1928) - Men Against Death (1932) - Why Keep Them Alive (1937) | - Seven Iron Men (1937) - The Fight for Life (1938) - The Male Hormone (1945) - Health is Wealth (1940) | - Life Among the Doctors (1949) - Kaiser Wakes the Doctors (1940) - A Man Against Insanity (1957) - The Sweeping Wind (1962) |

Articole influente
- "How We Can Help Feed Europe, in Reader's Digest, Sept. 1945 (p. 50-52). About the Meals for Millions Foundation and their Multi-Purpose Food.

Vânătorii de microbi
Cartea Vânătorii de microbi conține capitole dedicate următoarelor personalități ale medicinei:
| - Antoni van Leeuwenhoek (1632-1723), ameliorarea microscopului și descoperirea microorganismelor. - Lazzaro Spallanzani (1729-1799), cercetări privind biogeneza și infirmarea teoriei genrației spontane . - Robert Koch (1843-1910), cercetări fundamentale în bacteriologie, izolarea și identificarea unor agenți patogeni. - Louis Pasteur (1822-1895), cercetări fundamentale în bacteriologie, izolarea și indentificarea unor bacterii, contribuții în biogeneză. - Émile Roux (1853-1933) și Emil von Behring (1854 -1917), cercetări în ceea ce privește difteria. - Elie Metchnikoff (1845-1916), descoperirea fagocitelor. | - Theobald Smith (1859-1934), cercetări cu privire la vectorii unor boli (e.g. căpușele). - David Bruce (1855-1931), cercetări privind vectorul musca țețe și boala somnului transmisă de aceasta. - Ronald Ross (1857-1932) și Giovanni Battista Grassi (1854-1925), cercetări în privința malariei. - Walter Reed (1851-1902), cercetări legate de febră galbenă. - Paul Ehrlich (1854-1915), descoperitorul primului chimioterapic antimicrobian (folosit în tratamentul sifilisului); s-a făcut un film despre această descoperire, Dr. Ehrlich's Magic Bullet (1940), avându-l în rolul principal pe Edward G. Robinson. |